# Maison-musée de Victor Klein
La maison-musée de Victor Klein (en azéri : Viktor Klaynın ev muzeyi) est une maison-musée du début du XIXe siècle appartenant  à Victor Klein, le dernier Allemand vivant à Göygöl, en Azerbaïdjan.

## Historique
Victor Klein naît le 1er septembre 1935 dans la ville de Göygöl. Technicien radio de profession, il n'est pas marié. La maison dans laquelle il vit est construite en 1886 par le grand-père maternel de Victor Klein, Joshua Klein. En 1941, lorsque les Allemands sont déportés dans le territoire de l’URSS, on laisse les familles mixtes. Le père de Victor Klein étant polonais, lui et sa mère ne sont pas expulsés. Avant sa mort, Victor Klein lègue la maison à l'ambassade d'Allemagne en Azerbaïdjan. Il meurt le 29 mars 2007 à Goygol et est enterré au cimetière allemand de Göygöl. La maison où il vit est rénovée en musée pour préserver la mémoire des Allemands vivant à Göygöl.